# Heathfield (Corrie)
Heathfield ist eine Villa in der schottischen Ortschaft Corrie auf der Insel Arran in der Council Area North Ayrshire. 1994 wurde das Bauwerk in die schottischen Denkmallisten in der Denkmalkategorie C aufgenommen.

## Beschreibung
Die einstöckige Villa stammt aus dem späten 19. Jahrhundert. Das exakte Baujahr ist nicht verzeichnet. Am Westrand von Corrie unweit der Corrie Free Church gelegen, ist Heathfield nicht direkt über die Küstenstraße A841 zugänglich. Das Mauerwerk besteht aus behauenem Bruchstein vom roten Sandstein, wobei die Gebäudeöffnungen durch die Einfassungen mit Quadersteinen abgesetzt sind. Mittig in der ostexponierten Frontseite befindet sich die hölzerne Eingangstüre mit verziertem Rahmen und Kämpferfenster. Die Gauben zur Beleuchtung des ausgebauten Dachgeschosses sind als Zwerchgiebel gearbeitet. Es sind durchweg Sprossenfenster verbaut. Das Gebäude schließt mit einem schiefergedeckten Dach ab.